# Hannibal Marvin Peterson

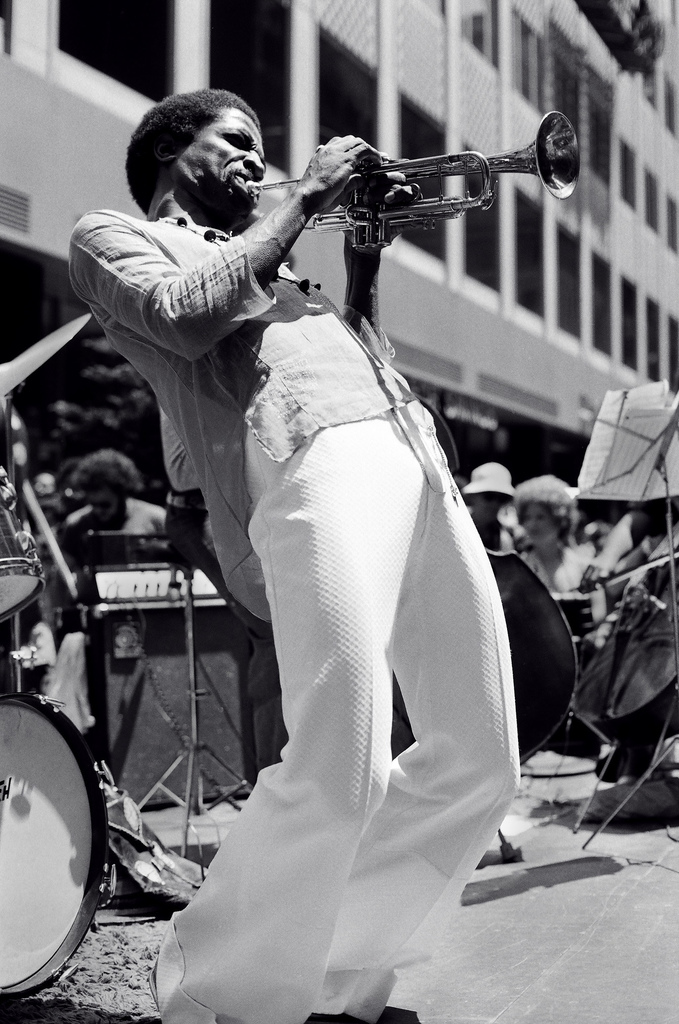
Hannibal Marvin Peterson

Hannibal Marvin Peterson (* 11. November 1948 in Smithville, Texas als Marvin Peterson), derzeit zumeist Hannibal Lokumbe (oder einfach Hannibal) genannt, ist ein US-amerikanischer Jazzmusiker (Trompete, Koto, Komposition).

## Leben und Wirken
Peterson wuchs auf einer Farm auf und erhielt zunächst durch seine Mutter (eine Organistin) seine musikalische Ausbildung. die er auf der High School vertiefte. Er spielte zunächst Schlagzeug und war schon seit 1961 mit einer eigenen Gruppe, den Soulmasters aufgetreten, die zwischen 1965 und 1967 (auch mit T-Bone Walker) auf Tournee ging. Er studierte zwischen 1967 und 1969 an der North Texas State University und zog danach nach New York City. Er spielte mit Frank Foster, Eric Kloss, Rahsaan Roland Kirk, Roy Haynes, Elvin Jones, Archie Shepp, Clifford Brown, Sam Rivers und Gil Evans auf dessen Album Svengali. 1973 führte Peterson im Rahmen des Newport Jazz Festival den ersten Teil seiner Suite „Children of the Fire“ auf. 1974 spielte er im Anschluss an seinen Auftritt mit der Band von Gil Evans (auf dem Montreux Jazz Festival) auf dem New Jazz Meeting Baden-Baden. In den folgenden Jahren war er mit seinem eigenen Sunrise Orchestra immer wieder in Europa präsent, war aber auch mit George Adams und John Scofield auf Tour. Er führte mit einem Gospelchor die Suite „The Angels of Atlanta“ auf, die er den Opfern eines Massenmörders widmete. Er nahm auch an Produktionen von Don Pullen, Kip Hanrahan, Andrew Cyrille, Billy Hart, Bardo Henning, Johannes Barthelmes und Richard Davis’ New York Unit teil. 1992/93 komponierte er für das Kronos Quartet. 1995 führte er sehr erfolgreich sein groß angelegtes Third-Stream-Oratorium „African Portraits“ mit dem Chicago Symphony Orchestra und Daniel Barenboim auf. In den letzten Jahren lebte er in New Orleans, wo er im Contemporary Arts Center als gastierender Komponist Porträts von Afroamerikanern in der Serie „And Their Voices Cry Freedom“ erstellte. Im Februar 2005 wurde im Max M. Fisher Music Center, Detroit, Orchestra Hall, mit Solisten, Chören, dem Detroit Symphony Orchestra und dem Dirigenten Thomas Wilkins sein Oratorium Dear Mrs. Parks über die US-amerikanische Bürgerrechtlerin Rosa Parks uraufgeführt. 2019 folgte sein Oratorium Healing Tones mit Chor, Solisten und dem Philadelphia Orchestra unter Leitung von Yannick Nézet-Séguin.
Peterson ist als Instrumentalist vor allem für sein kraftvolles Trompetenspiel mit brillanter Highnote-Technik bekannt, das die gesamte Jazzgeschichte reflektiert. Die Sängerin Pat Peterson ist seine Schwester.